# .fm
.fm — национальный домен верхнего уровня для Микронезии. Нерезидентам разрешена регистрация доменов второго уровня. Домены зоны .fm популярны среди FM-радиостанций. Одними из самых известных сайтов в зоне .fm являются интернет-радиостанции last.fm, playpoint.fm, и сервисы moskva.fm и piter.fm. Также в этой зоне зарегистрированы домены проектов ask.fm и looks.fm.

## Ограничения в имени домена
Может состоять из букв латинского алфавита (a-z), цифр (0-9) и дефиса. Имя не должно начинаться или заканчиваться дефисом. Слово может содержать только строчные буквы. Максимальная длина имени — 26 знаков (включая трёхсимвольное обозначение самого домена .fm).